# Constance Tipper
Constance Fligg Elam Tipper (New Barnet, 6 febbraio 1894 – Penrith, 14 dicembre 1995) è stata un'ingegnere e cristallografa britannica, nota per aver scoperto la causa di frattura degli scafi delle navi cargo Liberty, molto utilizzate dagli Alleati durante la seconda guerra mondiale.

## Biografia
Constance Tipper, specialista nell'analisi della resistenza del metallo e dei suoi effetti sui problemi di ingegneria, durante la Seconda guerra mondiale indagò sulle cause della frattura fragile che interessava le navi Liberty, che arrivavano a spezzarsi in due tronconi. Queste navi, costruite negli Stati Uniti d'America tra il 1941 e il 1945 furono le prime navi da carico interamente saldate, costruite cioè saldando assieme parti prefabbricate.
Effettuando ricerche presso l'Engineering Department dell'Università di Cambridge Tipper scoprì che le fratture non erano state causate dalla saldatura, ma da un cedimento spontaneo dell'acciaio stesso. Dimostrò che c'è una temperatura critica al di sotto della quale la modalità di frattura dell'acciaio cambia da duttile a fragile. Poiché gli scafi delle navi Liberty nell'Atlantico settentrionale erano sottoposti a temperature bassissime, essi erano esposti alla frattura fragile. Le crepe che si aprivano sotto sollecitazione si diffondevano lungo il metallo attraversando anche le saldature, mentre in uno scafo costruito con i sistemi tradizionali di piastre assemblate tramite rivettatura, la crepa si sarebbe arrestata al bordo della piastra, impedendo gravi danni.
Nel 1949 Tipper fu nominata lettore presso l'Università di Cambridge e divenne l'unica donna ad essere membro a tempo pieno della facoltà di ingegneria.
È stata la prima persona ad utilizzare un microscopio elettronico a scansione (SEM) per esaminare le facce della frattura del metallo. Ha usato un microscopio elettronico a scansione costruito da Charles Oatley e dal suo team, il secondo SEM mai costruito.
Si ritirò nel 1960 e festeggiò il suo centesimo compleanno nel 1994 presso il Newnham College piantando un albero intitolato a lei, un castagno dolce.

## Opere
- (EN) "The Production of Single Crystals of Aluminium and their Tensile Properties" (with H. C. H. Carpenter). Proceedings of the Royal Society of London(1921).
- (EN) Deformation of Metal Crystals (1935).
- (EN) The Brittle Fracture Story (1962).